# Wyrobisko

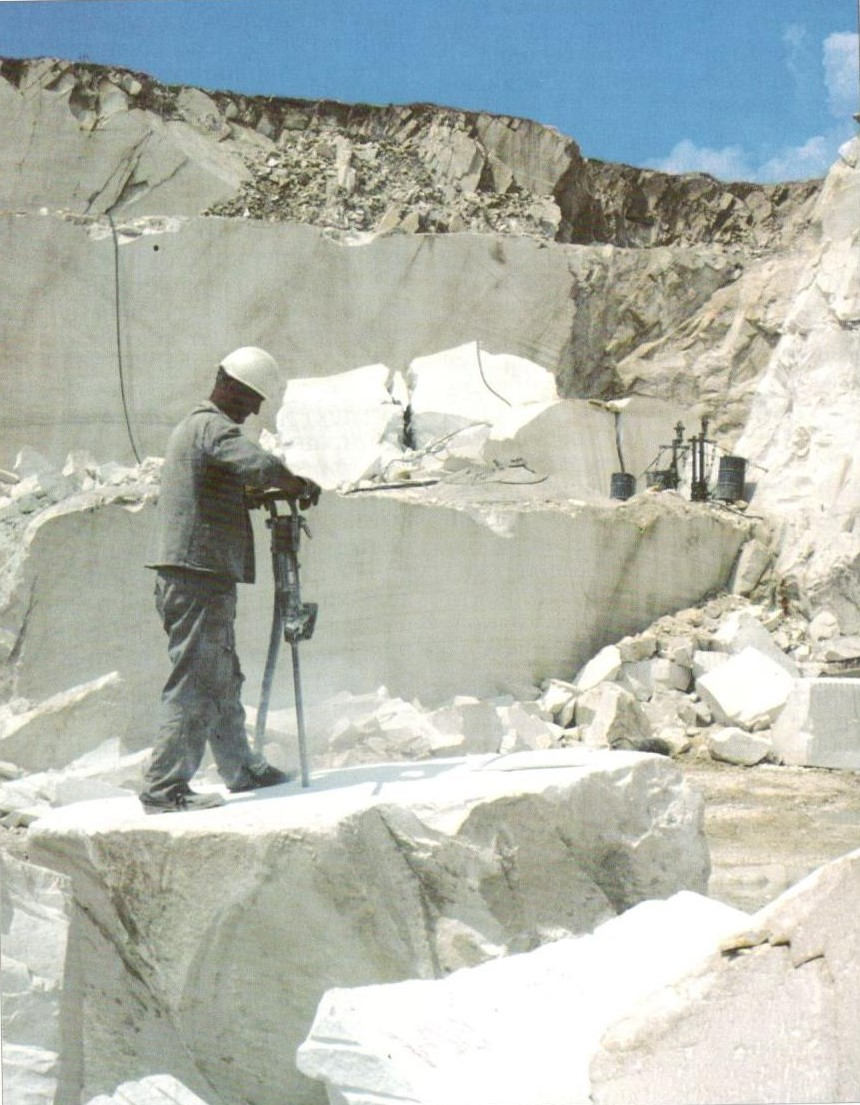
Wyrobisko naziemne - kamieniołom marmuru w Sivecu, Macedonia

Wyrobisko – przestrzeń w nieruchomości gruntowej lub górotworze powstała w wyniku robót górniczych. Wyróżnia się co najmniej dwa znaczenia tego pojęcia:
- znaczenie prawne – zdefiniowane w art. 6 ust. 1 pkt 17 PGG, zgodnie z którym wyrobiskiem górniczym jest jedynie przestrzeń, a poza pojęciem wyrobiska pozostają zlokalizowane w tej przestrzeni obiekty budowlane, instalacje, urządzenia itp.,
- znaczenie techniczne (górnicze) – wedle którego wyrobiskiem jest nie tylko przestrzeń, ale i zlokalizowane w niej instalacje, urządzenia, jak np. obudowa szybu, rurociągi systemu odwadniania, sprężonego powietrza itp.[1]

Wyrobisko jest częścią zakładu górniczego.
Wyrobiska można podzielić stosując różne kryteria podziału:
- na wyrobiska pionowe (szyby, szybik, dukle, studnie, nadsięwłomy) i poziome (chodniki, sztolnie, upadowe, ściany, komory, zabierki),
- wyrobisko korytarzowe – wyrobisko o dużej długości
- wyrobisko naziemne – wyrobisko kamieniołomu, żwirowni, piaskowni, szybik, rów itp.
- wyrobisko podziemne – powstałe w wyniku górnictwa głębinowego,
- wyrobisko otworowe – będące efektem prowadzenia robót górniczych metodą otworową.